# 72. Tony-gála
A 72. Tony-gála a 2017/2018-as szezon legjobb Broadway színházi alakításait értékelte. A díjátadót 2018. június 10-én tartották a New York-i Radio City Music Hallban, a műsor házigazdái Sara Bareilles és Josh Groban voltak. A ceremóniát a CBS televízióadó közvetítette élőben, a jelöltek listáját Leslie Odom Jr. és Katharine McPhee jelentette be 2018. május 1-jén.

## Győztesek és jelöltek
A nyertesek félkövérrel jelölve.
| Legjobb színdarab ‡ | Legjobb musical ‡ |
| --- | --- |
| - Harry Potter és az elátkozott gyermek - Jack Thorne - Gyerekek - Lucy Kirkwood - Farinelli and the King - Claire van Kampen - Junk - Ayad Akhtar - Latin History for Morons - John Leguizamo | - The Band's Visit - Jégvarázs - Bajos csajok - SpongyaBob Kockanadrág |
| Legjobb színdarab újra a színpadon ‡ | Legjobb musical újra a színpadon ‡ |
| - Angyalok Amerikában - The Iceman Cometh - Lobby Hero - Három magas nő - Travesties | - Once on This Island - Carousel - My Fair Lady |
| Legjobb férfi főszereplő színdarabban | Legjobb női főszereplő színdarabban |
| - Andrew Garfield – Angyalok Amerikában (Prior Walter) - Tom Hollander – Travesties (Henry Carr) - Jamie Parker – Harry Potter és az elátkozott gyermek (Harry Potter) - Mark Rylance – Farinelli and the King (V. Fülöp spanyol király) - Denzel Washington – The Iceman Cometh (Theodore "Hickey" Hickman) | - Glenda Jackson – Három magas nő (A) - Condola Rashād – Szent Johanna (Jeanne d’Arc) - Lauren Ridloff – Egy kisebb Isten gyermekei (Sarah Norman) - Amy Schumer – Meteor Shower (Corky) |
| Legjobb férfi főszereplő musicalben | Legjobb női főszereplő musicalben |
| - Tony Shalhoub – The Band's Visit (Tewfiq Zakaria) - Harry Hadden-Paton – My Fair Lady (Henry Higgins) - Joshua Henry – Carousel (Billy Bigelow) - Ethan Slater – SpongyaBob Kockanadrág (SpongyaBob Kockanadrág)                                                                                           | - Katrina Lenk – The Band's Visit (Dina) - Lauren Ambrose – My Fair Lady (Eliza Doolittle) - Hailey Kilgore – Once on This Island (Ti Moune) - LaChanze – Summer: The Donna Summer Musical (Diva Donna / Mary Gaines) - Taylor Louderman – Bajos csajok (Regina George) - Jessie Mueller – Carousel (Julie Jordan) |
| Legjobb férfi mellékszereplő színdarabban | Legjobb női mellékszereplő színdarabban |
| - Nathan Lane – Angyalok Amerikában (Roy Cohn) - Anthony Boyle – Harry Potter és az elátkozott gyermek (Scorpius Malfoy) - Michael Cera – Lobby Hero (Jeff) - Brian Tyree Henry – Lobby Hero (William) - David Morse – The Iceman Cometh (Larry Slade)                                                       | - Laurie Metcalf – Három magas nő (B) - Susan Brown – Angyalok Amerikában (Hannah Pitt, Ethel Rosenberg, további szereplők) - Noma Dumezweni – Harry Potter és az elátkozott gyermek (Hermione Granger) - Deborah Findlay – Gyerekek (Hazel) - Denise Gough – Angyalok Amerikában (Harper Pitt)                    |
| Legjobb férfi mellékszereplő musicalben | Legjobb női mellékszereplő musicalben |
| - Ari'el Stachel – The Band's Visit (Haled) - Norbert Leo Butz – My Fair Lady (Alfred P. Doolittle) - Alexander Gemignani – Carousel (Enoch Snow) - Grey Henson – Bajos csajok (Damian Hubbard) - Gavin Lee – SpongyaBob Kockanadrág (Tintás Tunyacsáp)                                                      | - Lindsay Mendez – Carousel (Carrie Pipperidge) - Ariana DeBose – Summer: The Donna Summer Musical (Disco Donna) - Renée Fleming – Carousel (Nettie Fowler) - Ashley Park – Bajos csajok (Gretchen Wieners) - Diana Rigg – My Fair Lady (Mrs. Higgins)                                                             |
| Legjobb színdarabrendező | Legjobb musicalrendező |
| - John Tiffany – Harry Potter és az elátkozott gyermek - Marianne Elliott – Angyalok Amerikában - Joe Mantello – Három magas nő - Patrick Marber – Travesties - George C. Wolfe – The Iceman Cometh | - David Cromer – The Band's Visit - Michael Arden – Once on This Island - Tina Landau – SpongyaBob Kockanadrág - Casey Nicholaw – Bajos csajok - Bartlett Sher – My Fair Lady |
| Legjobb szövegkönyv musicalben | Legjobb eredeti zene |
| - Itamar Moses – The Band's Visit - Jennifer Lee – Jégvarázs - Tina Fey – Bajos csajok - Kyle Jarrow – SpongyaBob Kockanadrág | - David Yazbek – The Band's Visit - Adrian Sutton – Angyalok Amerikában - Kristen Anderson-Lopez, Robert Lopez – Jégvarázs - Jeff Richmond, Nell Benjamin – Bajos csajok - A SpongyaBob Kockanadrág zeneszerzői |
| Legjobb díszlettervezés színdarabban | Legjobb díszlettervezés musicalben |
| - Christine Jones – Harry Potter és az elátkozott gyermek - Miriam Buether – Három magas nő - Jonathan Fensom – Farinelli and the King - Santo Loquasto – The Iceman Cometh - Ian MacNeil, Edward Pierce – Angyalok Amerikában                                                                               | - David Zinn – SpongyaBob Kockanadrág - Dane Laffrey – Once on This Island - Scott Pask – The Band's Visit - Scott Pask, Finn Ross, Adam Young – Bajos csajok - Michael Yeargan – My Fair Lady |
| Legjobb jelmeztervezés színdarabban | Legjobb jelmeztervezés musicalben |
| - Katrina Lindsay – Harry Potter és az elátkozott gyermek - Jonathan Fensom – Farinelli and the King - Nicky Gillibrand – Angyalok Amerikában - Ann Roth – Három magas nő - Ann Roth – The Iceman Cometh | - Catherine Zuber – My Fair Lady - Gregg Barnes – Bajos csajok - Clint Ramos – Once on This Island - Ann Roth – Carousel - David Zinn – SpongyaBob Kockanadrág |
| Legjobb látványtervezés színdarabban | Legjobb látványtervezés musicalben |
| - Neil Austin – Harry Potter és az elátkozott gyermek - Paule Constable – Angyalok Amerikában - Peggy Eisenhauer, Jules Fisher – The Iceman Cometh - Paul Russell – Farinelli and the King - Ben Stanton – Junk                                                                                              | - Tyler Micoleau – The Band's Visit - Kevin Adams – SpongyaBob Kockanadrág - Peggy Eisenhauer, Jules Fisher – Once on This Island - Donald Holder – My Fair Lady - Brian MacDevitt – Carousel |
| Legjobb hangkeverés színdarabban | Legjobb hangkeverés musicalben |
| - Gareth Fry – Harry Potter és az elátkozott gyermek - Adam Cork – Travesties - Ian Dickinson – Angyalok Amerikában - Tom Gibbons – 1984 - Dan Moses Schreier – The Iceman Cometh | - Kai Harada – The Band's Visit - Mike Dobson, Walter Trarbach – SpongyaBob Kockanadrág - Peter Hylenski – Once on This Island - Scott Lehrer – Carousel - Brian Ronan – Bajos csajok |
| Legjobb koreográfia | Legjobb zenekar |
| - Justin Peck – Carousel - Christopher Gattelli – My Fair Lady - Christopher Gattelli – SpongyaBob Kockanadrág - Steven Hoggett – Harry Potter és az elátkozott gyermek - Casey Nicholaw – Bajos csajok | - Jamshied Sharifi – The Band's Visit - John Clancy – Bajos csajok - Tom Kitt – SpongyaBob Kockanadrág - Annmarie Milazzo, Michael Starobin – Once on This Island - Jonathan Tunick – Carousel |

‡ A darabnak járó díjat annak producerei vették át.
± A legjobb hangkeverésnek járó díjakat ezen a gálán hozták vissza, miután 2014-ben kivették a díjátadó kategóriái közül.

### Különdíjak
- A legjobb körzeti színház: La MaMa Experimental Theatre Club
- Színházi életműdíj: Chita Rivera, Andrew Lloyd Webber
- Isabelle Stevenson-díj: Nick Scandalios
- Tiszteletbeli Tony-díj kiválló színházi teljesítményért: Sara Krulwich, Bessie Nelson, Ernest Winzer Cleaners
- Tony-díj a színpadi oktatásban elért eredményekért:  Melody Herzfeld (Marjory Stoneman Douglas High School)
- Tony-különdíj: John Leguizamo, Bruce Springsteen

## In Memoriam
A gála "in memoriam" szegmense az alábbi, 2017-ben/2018-ban elhunyt személyekről emlékezett meg:
- Barbara Cook
- Thomas Meehan
- John "Corky" Boyd
- Nanette Fabray
- Patricia Morison
- Frank Corsaro
- Danny Daniels
- Gemze de Lappe
- Roy Dotrice
- Michael Friedman
- Peter Hall
- A. R. Gurney
- John Heard
- Earle Hyman
- Albert Innaurato
- Stephen J. Albert
- John Mahoney
- Mark Schlegel
- Rachel Rockwell
- John Heyman
- Donald McKayle
- David Ogden Stiers
- Soon-Tek Oh
- Bernard Pomerance
- Harvey Schmidt
- Sam Shepard
- Liz Smith
- Richard Wilbur
- Louis Zorich
- Joseph Bologna
- Sammy Williams
- Stuart Thompson
- Robert Guillaume
- Jan Maxwell

## Előadott számok
- "This One's for You" – Sara Bareilles, Josh Groban
- "Where Do You Belong?" / "Meet the Plastics" – Bajos csajok
- "The Rain in Spain" / "I Could Have Danced All Night" / "Get Me to the Church on Time" – My Fair Lady
- "Bikini Bottom Day" / "I'm Not a Loser" – SpongyaBob Kockanadrág
- "8 Times a Week" (Sia "Chandelier" című számának a paródiája) – Sara Bareilles, Josh Groban
- "Blow High, Blow Low" – Carousel
- "Seasons of Love" – Marjory Stoneman Douglas High School drámatagozata
- "For the First Time in Forever" / "Let It Go" – Jégvarázs
- Chita Rivera és Andrew Lloyd Webber dalai – Sara Bareilles, Josh Groban
- "For Forever" – Kedves Evan Hansen
- "Last Dance" – Summer: The Donna Summer Musical
- "One Small Girl" / "Mama Will Provide" – Once on This Island
- "Omar Sharif" – The Band's Visit
- "My Hometown" – Bruce Springsteen
- "This One's for the Dreamers" – Sara Bareilles, Josh Groban[6][7][8]

## Műsorvezetők
A gálán az alábbi műsorvezetők működtek közre:
- Rachel Bloom
- Kerry Washington
- Tina Fey
- Carey Mulligan
- Amy Schumer
- Billy Joel
- Tituss Burgess
- Ethan Slater
- Erich Bergen
- Katharine McPhee
- Tatiana Maslany
- Mikhail Baryshnikov
- Uzo Aduba
- Ming-Na Wen
- Matthew Morrison
- Patti LuPone
- Claire Danes
- James Monroe Iglehart
- Chita Rivera
- Andrew Lloyd Webber
- Jeff Daniels
- Christopher Jackson
- Amanda Sudano
- Brooklyn Sudano
- Mimi Sommer
- Matt Bomer
- Jim Parsons
- Zachary Quinto
- Andrew Rannells
- Melissa Benoist
- John Leguizamo
- Rachel Brosnahan
- Brandon Victor Dixon
- Marissa Jaret Winokur
- Christine Baranski
- Robert De Niro
- Kelli O'Hara
- Leslie Odom Jr.
- Bernadette Peters

## Fordítás
- Ez a szócikk részben vagy egészben  a(z)   72nd Tony Awards című angol Wikipédia-szócikk fordításán alapul.  Az eredeti cikk szerkesztőit annak laptörténete sorolja fel. Ez a jelzés csupán a megfogalmazás eredetét és a szerzői jogokat jelzi, nem szolgál a cikkben szereplő információk forrásmegjelöléseként.